# Kampli
Kampli (o Kamplee) è una città dell'India di 35.386 abitanti, situata nel distretto di Bellary, nello stato federato del Karnataka. In base al numero di abitanti la città rientra nella classe III (da 20.000 a 49.999 persone).

## Geografia fisica
La città è situata a 15° 24' 0 N e 76° 37' 0 E e ha un'altitudine di 413 m s.l.m..

## Società

### Evoluzione demografica
Al censimento del 2001 la popolazione di Kampli assommava a 35.386 persone, delle quali 17.803 maschi e 17.583 femmine. I bambini di età inferiore o uguale ai sei anni assommavano a 4.751, dei quali 2.392 maschi e 2.359 femmine. Infine, coloro che erano in grado di saper almeno leggere e scrivere erano 19.634, dei quali 11.616 maschi e 8.018 femmine.